# Dave Christian
David William "Dave" Christian, född 12 maj 1959 i Warroad i Minnesota, är en amerikansk före detta ishockeytränare och ishockeyforward.
Han tillbringade 15 säsonger  i den nordamerikanska ishockeyligan National Hockey League (NHL), där han spelade för ishockeyorganisationerna Winnipeg Jets, Washington Capitals, Boston Bruins, St. Louis Blues och Chicago Blackhawks. Christian producerade 773 poäng (340 mål och 433 assists) samt drog på sig 284 utvisningsminuter på 1 009 grundspelsmatcher. Han spelade också för Indianapolis Ice och Minnesota Moose i International Hockey League (IHL) och North Dakota Fighting Sioux i National Collegiate Athletic Association (NCAA).
Christian draftades av Winnipeg Jets i andra rundan i 1979 års draft som 30:e spelare totalt.
Han var en av spelarna i Miracle on Ice och blev olympisk guldmedaljör i ishockey vid vinterspelen 1980 i Lake Placid.
Efter den aktiva spelarkarriären har Christian arbetat som bland annat general manager och ishockeytränare för Fargo-Moorhead Ice Sharks i United States Hockey League (USHL).
Han är släkt med de före detta ishockeyspelarna Bill Christian (far), Gordon Christian (farbror) och Roger Christian (farbror), som alla har deltagit vid de olympiska vinterspelen för det amerikanska herrishockeylandslaget. Gordon vann silvermedalj vid Cortina d'Ampezzo 1956 och Bill och Roger vann guldmedalj tillsammans vid Squaw Valley 1960. Hans systerson Brock Nelson spelar för New York Islanders i NHL.

## Statistik
| 1977–1978   | North Dakota Fighting Sioux | NCAA        | 38   | 8   | 16  | 24  | 14  | —   | —  | —  | —  | —  |
| 1978–1979   | North Dakota Fighting Sioux | NCAA        | 40   | 22  | 24  | 46  | 22  | —   | —  | —  | —  | —  |
| 1979–1980   | Winnipeg Jets               | NHL         | 15   | 8   | 10  | 18  | 2   | —   | —  | —  | —  | —  |
|             | USA:s ishockeylandslag      |             | 59   | 10  | 20  | 30  | 26  | —   | —  | —  | —  | —  |
| 1980–1981   | Winnipeg Jets               | NHL         | 80   | 28  | 43  | 71  | 22  | —   | —  | —  | —  | —  |
| 1981–1982   | Winnipeg Jets               | NHL         | 80   | 25  | 51  | 76  | 28  | 4   | 0  | 1  | 1  | 2  |
| 1982–1983   | Winnipeg Jets               | NHL         | 55   | 18  | 26  | 44  | 23  | 3   | 0  | 0  | 0  | 0  |
| 1983–1984   | Washington Capitals         | NHL         | 80   | 29  | 52  | 81  | 28  | 8   | 5  | 4  | 9  | 5  |
| 1984–1985   | Washington Capitals         | NHL         | 80   | 26  | 43  | 69  | 14  | 5   | 1  | 1  | 2  | 0  |
| 1985–1986   | Washington Capitals         | NHL         | 80   | 41  | 42  | 83  | 15  | 9   | 4  | 4  | 8  | 0  |
| 1986–1987   | Washington Capitals         | NHL         | 76   | 23  | 27  | 50  | 8   | 7   | 1  | 3  | 4  | 6  |
| 1987–1988   | Washington Capitals         | NHL         | 80   | 37  | 21  | 58  | 26  | 14  | 5  | 6  | 11 | 6  |
| 1988–1989   | Washington Capitals         | NHL         | 80   | 34  | 31  | 65  | 12  | 6   | 1  | 1  | 2  | 0  |
| 1989–1990   | Washington Capitals         | NHL         | 28   | 3   | 8   | 11  | 4   | —   | —  | —  | —  | —  |
|             | Boston Bruins               | NHL         | 50   | 12  | 17  | 29  | 8   | 21  | 4  | 1  | 5  | 4  |
| 1990–1991   | Boston Bruins               | NHL         | 78   | 32  | 21  | 53  | 41  | 19  | 8  | 4  | 12 | 4  |
| 1991–1992   | St. Louis Blues             | NHL         | 78   | 20  | 24  | 44  | 41  | 4   | 3  | 0  | 3  | 0  |
| 1992–1993   | Chicago Blackhawks          | NHL         | 60   | 4   | 14  | 18  | 12  | 1   | 0  | 0  | 0  | 0  |
| 1993–1994   | Chicago Blackhawks          | NHL         | 9    | 0   | 3   | 3   | 0   | 1   | 0  | 0  | 0  | 0  |
|             | Indianapolis Ice            | IHL         | 40   | 8   | 18  | 26  | 6   | —   | —  | —  | —  | —  |
| 1994–1995   | Minnesota Moose             | IHL         | 81   | 38  | 42  | 80  | 16  | 3   | 0  | 1  | 1  | 0  |
| 1995–1996   | Minnesota Moose             | IHL         | 69   | 21  | 25  | 46  | 8   | —   | —  | —  | —  | —  |
| NHL totalt  | NHL totalt                  | NHL totalt  | 1009 | 340 | 433 | 773 | 284 | 102 | 32 | 25 | 57 | 27 |
| IHL totalt  | IHL totalt                  | IHL totalt  | 190  | 67  | 85  | 152 | 30  | 3   | 0  | 1  | 1  | 0  |
| NCAA totalt | NCAA totalt                 | NCAA totalt | 78   | 30  | 40  | 70  | 36  | —   | —  | —  | —  | —  |

### Internationellt
| Källa:        | Källa:        | Källa:        |         | Utv = Utvisningsminuter | Utv = Utvisningsminuter | Utv = Utvisningsminuter | Utv = Utvisningsminuter | Utv = Utvisningsminuter |
| År            | Lag           | Mästerskap    | Matcher | Mål                     | Assists                 | Poäng                   | Utv                     |                         |
| ------------- | ------------- | ------------- | ------- | ----------------------- | ----------------------- | ----------------------- | ----------------------- | ----------------------- |
| 1979          | USA           | JVM           | 5       | 2                       | 1                       | 3                       | 0                       |                         |
| 1980          | USA           | OS            | 7       | 0                       | 8                       | 8                       | 6                       |                         |
| 1981          | USA           | VM            | 8       | 8                       | 3                       | 11                      | 6                       |                         |
| 1981          | USA           | CC            | 6       | 1                       | 0                       | 1                       | 4                       |                         |
| 1984          | USA           | CC            | 6       | 2                       | 1                       | 3                       | 2                       |                         |
| 1989          | USA           | VM            | 6       | 4                       | 3                       | 7                       | 2                       |                         |
| 1991          | USA           | CC            | 7       | 1                       | 1                       | 2                       | 0                       |                         |
| Junior totalt | Junior totalt | Junior totalt | 5       | 2                       | 1                       | 3                       | 0                       |                         |
| Senior totalt | Senior totalt | Senior totalt | 40      | 16                      | 16                      | 32                      | 20                      |                         |